# 벨리미르 자예츠
벨리미르 자예츠(크로아티아어: Velimir Zajec, 1956년 2월 12일, SR 크로아티아 자그레브 ~)는 크로아티아의 전직 프로 축구 선수이자 축구 감독으로, 현재 디나모 자그레브의 회장이다.

## 클럽 경력
자예츠는 1974년, 18세의 나이로 디나모 자그레브 첫 경기를 치렀다. 그는 자그레브에서 10년을 활약하며 리그 1회 우승과 국내 컵 2회 우승에 일조했는데, 이 중 리그 우승은 24년 만의 우승이었다. 그는 1979년과 1984년에 유고슬라비아 올해의 선수로도 선정되기도 했다.
그는 말년에 그리스의 파나티나이코스로 이적해 100번이 넘는 공식 경기에 출전했다.

## 국가대표팀 경력
자예츠는 1977년 3월에 소련과의 친선경기에서 유고슬라비아전을 시작으로 국제 경기에 출전해 36번의 경기에서 1골을 기록했다. 그는 1982년 월드컵과 유로 1984에서 모두 주장으로 출전했다. 그의 마지막 출전 경기는 오스트리아와의 1985년 10월 친선 원정경기였다.

## 감독 경력
은퇴 후, 그는 친정 구단 디나모 자그레브의 단장직을 2년(1989–1991) 역임했고, 이후 또다른 전 소속 구단인 파나티나이코스의 유소년부를 지도했다. 얼마 지나지 않아 구단의 감독으로 취임해 지도했다. 그러나, 얼마 지나지 않아 그는 자그레브에 감독으로 취임했고, 2002년에 파나티나이코스로 복귀해 단장이 되었다.
1998년 10월 말, 자예츠는 챔피언스리그 조별 리그 경기에서 성적이 부진했던(당시 3경기를 치러 아약스와 안방에서 비기고, 올림피아코스전과 포르투전을 모두 패해 3경기에서 승점 1점만을 확보했었다) 즐라트코 크란차르를 대신해 디나모 자그레브 감독으로 취임했다.(당시 명칭은 크로아티아 자그레브) 자예츠 감독 임기에 구단의 챔피언스리그 성적이 개선되었고, 남은 3번의 조별 리그 경기를 무패로 마쳤는데, 이 시기에 포르투, 아약스를 이기고 올림피아코스와 비겼다. 그러나, 디나모는 조별 리그에서 올림피아코스에 밀려 2위를 기록하고도 진출에 실패했다.(당시 챔피언스리그에서는 1위만 무조건 8강 진출할 수 있고, 2위는 6개 조 중 상위 성적을 거둔 2개 구단만 오를 수 있었다.)
2004년, 그는 잉글랜드의 포츠머스에 입단하여 구단 행정 업무를 맡게 되었다. 그는 해리 레드냅이 2004년 11월에 사임하면서 공석이 된 대행 감독 자리를 수락했고, 2004년 12월 21일에 정식 취임해 프리미어리그 구단을 지휘한 최초의 크로아티아인이 되었다. 5개월 후, 알랭 페랭 감독이 입단하면서, 그는 본래 맡던 단장직을 계속했다. 2005년 10월 10일, 그는 사적인 이유로 프래턴 파크에서의 지위를 내려놓았다.
2010년 5월 25일, 자예츠는 디나모 자그레브 감독으로 새로이 취임하면서 11년 만에 친정 구단과 재회했다. 그러나, 자예츠는 2010년 8월 9일에 감독 취임 후 8번의 공식 경기를 치르고서 해임되었고, 2010년 크로아티아 슈퍼컵 우승, 2010-11 시즌 챔피언스리그 3차 예선전 진출, 그리고 프르바 HNL의 처음 3경기에서 승점 4점에 그치기도 했다.
2024년 2월 8일, 자예츠는 "디나모보 프롤례체" 선거의 후보로 지명되었고, 자그레브의 회장직을 노렸다.

## 수상
디나모 자그레브
- 유고슬라비아 1부 리그: 1981–82
- 유고슬라비아컵: 1979–80, 1982–83

파나티나이코스
- 알파 에트니키: 1986
- 그리스 컵: 1986, 1988